# Philip Warren Anderson

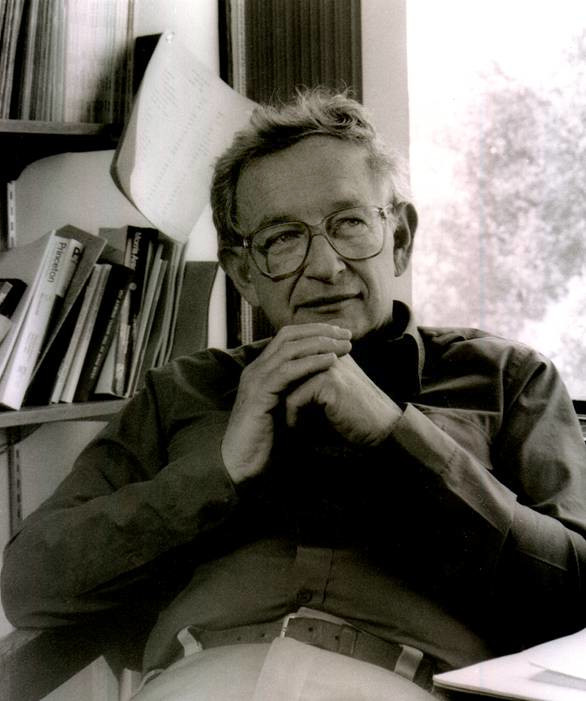
Philip W. Anderson

Philip Warren Anderson (* 13. Dezember 1923 in Indianapolis, Indiana; † 29. März 2020 in Princeton, New Jersey) war ein US-amerikanischer theoretischer Physiker. Er erhielt 1977 zusammen mit Nevill F. Mott und John H. Van Vleck den Nobelpreis für Physik „für die grundlegenden theoretischen Leistungen zur Elektronenstruktur in magnetischen und ungeordneten Systemen“.

## Wissenschaftlicher Werdegang
Anderson wuchs in Urbana, Illinois, auf und studierte an der Harvard University, wobei er während des Studiums beim U.S. Naval Research Laboratory arbeitete. 1943 machte er seinen B.S.-Abschluss und 1949 seinen PhD in Physik an der Harvard University bei John H. Van Vleck.
Von 1949 bis 1984 war er bei den Bell Laboratories in New Jersey, wo er 1959 bis 1961 Leiter der Abteilung für theoretische Physik war. Von 1974 bis 1976 war er dort als stellvertretender Direktor des Physikalischen Laboratoriums und von 1976 bis 1982 dessen Consulting Director. Gleichzeitig war er von 1961 bis 1962 Visiting Fellow an der Universität Cambridge und bekleidete von 1967 bis 1975 an derselbigen Universität eine Professur für Theoretische Physik (als Fellow des Jesus College). 1975 ging Anderson dann wieder in die USA zurück und wurde Joseph Henry Professor of Physics an der Princeton University. Ab 1997 war Philip W. Anderson Emeritus an der dortigen Universität. Außerdem war er ab 1985 Professor am Santa Fe Institute, in dessen Leitung er auch aktiv war.
Von 1982 bis 1986 war er Vorsitzender des Board of Trustees des Aspen Center for Physics.

## Forschung
Anderson befasste sich mit der Theorie der kondensierten Materie (Festkörperphysik) mit den Schwerpunkten Magnetismus, ungeordnete Systeme und Quantenfluide. Dabei behandelte er auch grundlegende Probleme in der Quantenphysik wie etwa gebrochene Symmetrien, aber auch Linienverbreiterungen u. a. Von ihm stammt das Konzept der Anderson-Lokalisierung. In den 1990er Jahren entwickelte er auch eigene Theorien über Hochtemperatursupraleiter.
Neben diesen Hauptforschungsgebieten interessierte sich Philip W. Anderson besonders für Biophysik, neuronale Netze, Computer und Komplexität.
Anderson gilt darüber hinaus als bedeutender naturphilosophischer Denker seiner Disziplin, unter anderem auf dem Gebiet der Emergenz. Bekannt in diesem Zusammenhang ist hier vor allem sein Science-Artikel More is different aus dem Jahre 1972.

## Preise
Für seine Forschungen erhielt Philip W. Anderson eine Vielzahl von Preisen und Ehrungen. Die wichtigsten davon sind (chronologisch geordnet):
- 1963 Mitglied der American Academy of Arts and Sciences
- 1964 Oliver E. Buckley Condensed Matter Prize der American Physical Society
- 1967 Mitglied der National Academy of Sciences
- 1975 Dannie Heineman Preis der Akademie der Wissenschaften Göttingen
- 1977 Nobelpreis der Physik
- 1980 Fellow der American Association for the Advancement of Science
- 1983 National Medal of Science
- 1991 Mitglied der American Philosophical Society
- 1994 Auswärtiges Mitglied der Russischen Akademie der Wissenschaften[4]
- 1997 John Bardeen Prize

## Leben außerhalb der Physik
Anderson war zertifizierter 1-Dan (1. Meistergrad) des japanischen Brettspiels Go.

## Schriften
- Concepts in solids. Lectures on the theory of solids. Addison-Wesley, Redwood City CA u. a. 1992, ISBN 0-201-53355-3 (World Scientific, Singapore u. a. 1997, ISBN 981-02-3195-4).
- A career in theoretical physics (= World Scientific Series in 20th Century Physics. Vol. 7). World Scientific, Singapore u. a. 1994, ISBN 981-02-1717-X (Reprint Sammlung).
- Basic notions of condensed matter physics (= Frontiers in Physics. Vol. 55). Benjamin-Cummings, Menlo Park CA u. a. 1984, ISBN 0-8053-0220-4 (Addison-Wesley, Reading MA 1997, ISBN 0-201-32830-5).
- The Theory of Superconductivity in the High-{\displaystyle T_{c}} Cuprates. Princeton University Press, Princeton NJ u. a. 1997, ISBN 0-691-04365-5.
- More and Different – Notes from a Thoughtful Curmudgeon. World Scientific, Singapore u. a. 2011, ISBN 978-981-4350-12-9 (Sammlung von Rezensionen und Aufsätzen).